# Царюк Ілля Юрійович
Ілля Юрійович Царюк (нар. 2 серпня 2001, Сніжне, Донецька область, Україна) — український футболіст, захисник «Маріуполя».

## Життєпис
Народився в місті Сніжне Донецької області. У ДЮФЛУ виступав за «Миколаїв» (Миколаїв), «Олімпію-Азовсталь» (Маріуполь) та «Коледж ім. С. Бубки» (Бахмут).
Влітку 2019 року переведений до юнацької команди «Маріуполя», у тому ж сезоні 2019/20 років дебютував і в молодіжному чемпіонаті України. Наступного сезону виступав за молодіжну команду «приазовців». У футболці «Маріуполя» дебютував 18 вересня 2021 року в програному (0:5) домашньому поєдинку 8-го туру Прем'єр-ліги України проти донецького «Шахтаря». Ілля вийшов на поле в стартовому складі, а на 46-ій хвилині його замінив Богдан Поталов.